# Квантил
У статистици и вероватноћи, квантили су пресечене тачке које деле опсег дистрибуције вероватноће на непрекидне интервале са једнаким вероватноћама, или деле посматрања у узорку на исти начин. Постоји један квантил мање од броја креираних група. Уобичајени квантили имају посебне називе, као што су квартили (четири групе), децили (десет група) и перцентили (100 група). Створене групе се називају половине, трећине, четвртине, итд., мада се понекад термини за квантил користе за креиране групе, а не за тачке пресека.
q-квантили су вредности које деле коначан скуп вредности на q подскупова (скоро) једнаких величина. Постоји q − 1 партиција q-квантила, по једна за сваки цео број q који задовољава 0 < q < q. У неким случајевима вредност квантила можда неће бити једнозначно одређена, као што може бити случај са медијаном (2-квантил) униформне дистрибуције вероватноће на скупу парне величине. Квантили се такође могу применити на континуиране дистрибуције, обезбеђујући начин да се генерализује статистика ранга на непрекидне варијабле (погледајте перцентилни ранг). Када је позната кумулативна функција дистрибуције случајне променљиве, q-квантили су примена квантилне функције (инверзна функција кумулативне функције расподеле) на вредности {1/q, 2/q, …, (q − 1)/q}.

## Перцентили
Перцентили деле дистрибуцију резултата на 100 делова, тј. сваки део садржи 1% резултата дистрибуције. Перцентили могу бити било који цели бројеви од 1 до 100. Одређени перцентил одговара тачки на дистрибуцији која даје одговарајући проценат резултата до те тачке, укључујући и тај резултат. На пример, ако неко има 100IQ, он се налази на педесетом перцентилу, што значи да 50% популације има исти коефицијент интелигенције или мањи.
У литератури се често као синоним за перцентиле користи термин перцентилни ранг.
Пошто је медијана средишњи резултат у дистрибуцији, она је једнака 50. перцентилу.
Перцентили нису исто што и проценти. Перцентили представљају одређени проценат резултата у некој дистрибуцији који су поређани од већег ка мањем. На пример, ако се нечији резултат теста налази на 60. перцентилу, то значи да је 60% испитаника тај тест урадило лошије, а не да је испитаник одговорио тачно на 60% питања.
Да би одредили који резултат се налази на неком перцентилу, морамо израчунати позицију тог перцентила у датој дистрибуцији. Формула за израчунавање позиције i-тог перцентила је:
i=P/100*n
где је i позиција траженог перцентила у дистрибуцији, P тражени перцентил и n укупан број резултата у дистрибуцији.
Прво је потребно резултате поређати од мањег ка већем. Затим се тражени перцентил подели са сто и тај количник помножи са укупним бројем резултата у дистрибуцији. Ако је добијени резултат цео број, онда је позиција траженог перцентила у средини између добијеног резултата и првог већег резултата. Ако добијени резултат није цео број, тада се он заокружује на први већи цео број и он представља ординалну позицију траженог перцентила.

## Децили
Децили деле дистрибуцију резултата на 10 делова, а сваки део садржи 10% резултата дистрибуције. Децили могу бити било који цели бројеви од 1 до 10. Резултат који одговара десетом перцентилу пада на горњу границу првог децила дистрибуције, итд. Децили су посебан случај перцентила. Због тога се позиција децила рачуна према формули за позицију одговарајућег перцентил. На пример:
D1=P10=10/100*n
D2=P20=20/100*n
Интердецилни ранг је разлика између скора који пада на 9. децил и скора који пада на 1. децил. Интердецилни ранг обухвата средишњих 80% резултата.

## Квартили
Квартили деле дистрибуцију на четири једнака дела, а сваки део садржи 25% резултата дистрибуције. Резултат који одговара 50. перцентилу пада на горњу границу 2. квартила и то је уједно и медијана дистрибуције. Први квартил се означава са Q1, а трећи са Q3. Позиција медијане тј. другог квартила се рачуна према формули описаној у тексту о медијани. Квартили су посебан случај перцентила. Због тога се позиција квартила рачуна према истој формули као и за рачунање позиције перцентила:
Q1=P25=25/100*n
Q3=P75=75/100*n
Израчунање позиције квартила је објашњено кроз следећи пример.
Интерквартилни ранг је разлика између скора који пада на 3. квартил и скора који пада на 1. квартил. Наводи се уз медијану, обухвата средишњих 50% резултата и игнорише вредности испод 1. квартила и изнад 3. квартила. Интерквартилни ранг је корисна мера варијабилности уколико у низу резултата постоје екстремне вредности и ако се сумња да је расподела асиметрична. Код таквих дистрибуција он је боља мера варијабилитета од стандардне девијације.
Семи-интерквартилни ранг се добија када се интерквартилни ранг подели са два. На овај начин се добија 25% резултата испод и изнад медијане тј. испод и изнад 2. квартила. Семи-интерквартилни ранг је посебно користан када се ради са ординалним варијаблама или када постоје екстремне вредности са обе стране медијане. Семи-интерквартилни ранг се обично наводи уз медијану.